# Trevor Ariza
Trevor Anthony Ariza (Miami, 30 giugno 1985) è un ex cestista statunitense, di ruolo ala piccola.
È stato il più giovane rookie nella storia dei New York Knicks, squadra con cui esordì nella NBA.

## Biografia
Il padre Kenny McClary, era un giocatore dei Florida Gators alla fine degli anni ottanta. Il fratello più giovane è morto nel giugno 1996 cadendo dal trentesimo piano di un hotel in Venezuela.

## Caratteristiche tecniche
Può giocare sia da ala piccola come ala grande (predilige il primo ruolo), è abile a tirare da 3 punti e a raccogliere rimbalzi, oltre a essere un buon difensore.

## Carriera

### High school e college
Ha frequentato la Westchester High School di Los Angeles, con la quale ha vinto il campionato statale californiano. Nel 2003 decide di iscriversi all'UCLA, ma dopo appena un anno si dichiara eleggibile per il draft 2004.

### NBA (2004-2022)

#### New York Knicks (2004-2006)
Viene selezionato con la 43a scelta assoluta dai New York Knicks. Fa il suo debutto in NBA all'età di 19 anni, 4 mesi e 4 giorni, diventando la più giovane matricola di sempre dei Knicks. Utilizzato inizialmente come riserva, riesce a impressionare l'allenatore Larry Brown, che lo schiera 12 volte da titolare. È inoltre diventato la seconda matricola dei Knicks più giovane di sempre a disputare 80 partite. Nella sua seconda stagione da professionista ha disputato 36 partite, di cui 10 da titolare.

#### Orlando Magic (2006-2007)
Il 21 febbraio 2006 viene ceduto agli Orlando Magic insieme a Penny Hardaway in cambio di Steve Francis. Dopo lo scambio ha disputato 21 partite, con una media di 4,7 punti a partita. Nella stagione successiva ha disputato 57 partite, di cui 7 da titolare, con una media di 8,9 punti e 4,4 rimbalzi.

#### Los Angeles Lakers (2007-2009)
Nel novembre 2007 viene ceduto ai Los Angeles Lakers in cambio di Maurice Evans e Brian Cook. Nel gennaio 2008 si frattura il piede, saltando il resto della stagione regolare e ritornando per le finali di Western Conference contro i San Antonio Spurs. Nella stagione successiva disputa 80 partite, di cui 20 da titolare. Il 9 marzo 2009, durante la partita contro i Portland Trail Blazers, viene espulso per un fallo ai danni di Rudy Fernández. Il 15 marzo 2009, contro i Dallas Mavericks, realizza un career-high di 26 punti, oltre a 3 palle rubate, 3 rimbalzi e 2 assist. In gara-1 del primo turno di play-off contro gli Utah Jazz realizza un career-high ai playoff di 21 punti. È stato fondamentale nelle finali di Western Conference, contro i Denver Nuggets; in particolare in gara-1 ha intercettato un passaggio per Chauncey Billups, permettendo alla sua squadra di vincere, mentre in gara-3, con 37,1 secondi rimasti e i Lakers in vantaggio di 2 punti, ha intercettato un passaggio di Kenyon Martin per Carmelo Anthony. I Lakers sono quindi riusciti a qualificarsi per le finali NBA contro gli Orlando Magic. In gara-4 Ariza, che aveva tirato con 0/6 nel primo tempo, ha realizzato 13 punti nel terzo quarto, aiutando la squadra a vincere al tempo supplementare. I Lakers hanno così vinto il loro 15º titolo. Ai play-off Ariza ha avuto una media di 11,3 punti e 4,2 rimbalzi, tirando da tre con il 50%.

#### Houston Rockets (2009-2010)
Il 3 luglio 2009, rimasto free agent, firmò un contratto quinquennale a 33,5 milioni di dollari con gli Houston Rockets, che lo hanno ingaggiato per sostituire Ron Artest, passato proprio ai Lakers. Il 31 ottobre 2009 realizza un career-high di 33 punti contro i Portland Trail Blazers. Il 14 aprile realizza la sua prima tripla doppia in carriera, con 26 punti, 10 rimbalzi e 10 assist.

#### New Orleans Hornets (2010-2012)
L'11 agosto 2010 viene ceduto ai New Orleans Hornets in una trade a quattro squadre. Durante i playoff 2011 ha avuto una media di 15,5 punti, 6,5 rimbalzi e 3,3 assist in 40,2 minuti, quasi tutti career-high di Ariza in post-season.

#### Washington Wizards (2012-2014)
Il 20 giugno 2012 venne ceduto ai Washington Wizards insieme a Emeka Okafor in cambio di Rashard Lewis e della 46ª scelta del Draft NBA 2012. Il 12 febbraio 2014, in una sconfitta esterna dei Wizards contro i Rockets, realizza 32 punti, 11 rimbalzi, 3 assist e 3 palle rubate, diventando il secondo giocatore dopo Donyell Marshall ad aver messo a referto almeno 10 tiri da tre e 10 rimbalzi in una singola partita NBA (nel 2019 nell'impresa è riuscito anche James Harden e nel 2020 Damian Lillard). Il 1º marzo 2014 realizzò un career-high di 40 punti (tra cui 8 triple) nella vittoria per 122-103 contro i Philadelphia 76ers. Il 27 aprile 2014 realizza un career-high ai playoff di 30 punti contro i Chicago Bulls.

#### Ritorno a Houston (2014-2018)
Il 12 luglio 2014 firmò un contratto quadriennale a 32 milioni di dollari con i Rockets, facendo così ritorno a Houston a seguito di una trade a tre squadre (le altre due squadre coinvolte sono stati gli Washington Wizards e i New Olreans Pelicans). Tra l'altro in questa trade tutte le tre squadre coinvolte sono squadre in cui Ariza militò precedentemente in passato (Houston compresi dato che si tratta di un ritorno).

#### Parentesi a Phoenix e ritorno a Washington (2018-2019)
Scaduto il contratto con i Rockets, in estate Ariza firma un contratto annuale con i Phoenix Suns. Il 17 dicembre 2018 viene ceduto in cambio di Austin Rivers e Kelly Oubre facendo così ritorno ai Washington Wizards.

#### Sacramento Kings (2019-2020)
Diventato free agent il primo luglio 2019, firma con i Sacramento Kings.

## Statistiche

### College
| Anno      | Squadra     | PG | PT | MP   | TC%  | 3P%  | TL%  | RP  | AP  | PRP | SP  | PP   |
| --------- | ----------- | -- | -- | ---- | ---- | ---- | ---- | --- | --- | --- | --- | ---- |
| 2003-2004 | UCLA Bruins | 25 | 23 | 31,6 | 42,6 | 23,7 | 50,4 | 6,5 | 2,1 | 1,7 | 0,4 | 11,6 |
| Carriera  | Carriera    | 25 | 23 | 31,6 | 42,6 | 23,7 | 50,4 | 6,5 | 2,1 | 1,7 | 0,4 | 11,6 |

### NBA

#### Regular Season
| Anno       | Squadra             | PG    | PT  | MP   | TC%  | 3P%  | TL%  | RP  | AP  | PRP | SP  | PP   |
| ---------- | ------------------- | ----- | --- | ---- | ---- | ---- | ---- | --- | --- | --- | --- | ---- |
| 2004-2005  | N.Y. Knicks         | 80    | 12  | 17,3 | 44,2 | 23,1 | 69,5 | 3,0 | 1,1 | 0,9 | 0,2 | 5,9  |
| 2005-2006  | N.Y. Knicks         | 36    | 10  | 19,7 | 41,8 | 33,3 | 54,5 | 3,8 | 1,3 | 1,2 | 0,2 | 4,6  |
| 2005-2006  | Orlando Magic       | 21    | 0   | 13,8 | 40,0 | 0,0  | 70,0 | 3,9 | 0,7 | 0,7 | 0,1 | 4,7  |
| 2006-2007  | Orlando Magic       | 57    | 7   | 22,4 | 53,9 | 0,0  | 62,0 | 4,4 | 1,1 | 1,0 | 0,3 | 8,9  |
| 2007-2008  | Orlando Magic       | 11    | 0   | 10,5 | 45,2 | 0,0  | 53,3 | 2,2 | 0,7 | 0,4 | 0,3 | 3,3  |
| 2007-2008  | L.A. Lakers         | 24    | 3   | 18,0 | 52,4 | 33,3 | 68,3 | 3,5 | 1,5 | 1,1 | 0,3 | 6,5  |
| 2008-2009† | L.A. Lakers         | 82    | 20  | 24,4 | 46,0 | 31,9 | 71,0 | 4,3 | 1,8 | 1,7 | 0,3 | 8,9  |
| 2009-2010  | Houston Rockets     | 72    | 71  | 36,5 | 39,4 | 33,4 | 64,9 | 5,6 | 3,8 | 1,8 | 0,6 | 14,9 |
| 2010-2011  | N.O. Hornets        | 75    | 75  | 34,7 | 39,8 | 30,3 | 70,1 | 5,4 | 2,2 | 1,6 | 0,4 | 11,0 |
| 2011-2012  | N.O. Hornets        | 41    | 41  | 32,9 | 41,7 | 33,3 | 77,5 | 5,2 | 3,3 | 1,7 | 0,6 | 10,8 |
| 2012-2013  | Wash. Wizards       | 56    | 15  | 26,3 | 41,7 | 36,4 | 82,1 | 4,8 | 2,0 | 1,3 | 0,4 | 9,5  |
| 2013-2014  | Wash. Wizards       | 77    | 77  | 35,4 | 45,2 | 40,7 | 77,2 | 6,2 | 2,5 | 1,6 | 0,3 | 14,4 |
| 2014-2015  | Houston Rockets     | 82    | 82  | 35,7 | 40,2 | 35,0 | 85,3 | 5,6 | 2,5 | 1,9 | 0,3 | 12,8 |
| 2015-2016  | Houston Rockets     | 81    | 81  | 35,3 | 41,6 | 37,1 | 78,3 | 4,5 | 2,3 | 2,0 | 0,3 | 12,7 |
| 2016-2017  | Houston Rockets     | 80    | 80  | 34,7 | 40,9 | 34,3 | 73,8 | 5,7 | 2,2 | 1,8 | 0,3 | 11,7 |
| 2017-2018  | Houston Rockets     | 67    | 67  | 33,9 | 41,2 | 36,8 | 85,4 | 4,4 | 1,6 | 1,5 | 0,2 | 11,7 |
| 2018-2019  | Phoenix Suns        | 26    | 26  | 34,0 | 37,9 | 36,0 | 83,7 | 5,6 | 3,3 | 1,5 | 0,3 | 9,9  |
| 2018-2019  | Wash. Wizards       | 43    | 43  | 34,1 | 40,9 | 32,2 | 77,7 | 5,3 | 3,8 | 1,2 | 0,3 | 14,1 |
| 2019-2020  | Sacramento Kings    | 32    | 0   | 24,7 | 38,8 | 35,2 | 77,8 | 4,6 | 1,6 | 1,1 | 0,2 | 6,0  |
| 2019-2020  | Portland T. Blazers | 21    | 21  | 33,4 | 49,1 | 40,0 | 87,2 | 4,8 | 2,0 | 1,6 | 0,4 | 11,0 |
| 2020-2021  | Miami Heat          | 30    | 27  | 28,0 | 41,1 | 35,0 | 77,3 | 4,8 | 1,8 | 1,0 | 0,6 | 9,4  |
| 2021-2022  | L.A. Lakers         | 24    | 11  | 19,3 | 33,3 | 27,0 | 55,6 | 3,4 | 1,1 | 0,5 | 0,3 | 4,0  |
| Carriera   | Carriera            | 1.118 | 769 | 29,5 | 42,2 | 35,1 | 73,1 | 4,8 | 2,1 | 1,5 | 0,3 | 10,4 |

#### Play-off
| Anno     | Squadra         | PG  | PT | MP   | TC%  | 3P%  | TL%  | RP  | AP  | PRP | SP  | PP   |
| -------- | --------------- | --- | -- | ---- | ---- | ---- | ---- | --- | --- | --- | --- | ---- |
| 2007     | Orlando Magic   | 4   | 0  | 11,8 | 31,3 | 0,0  | 25,0 | 2,3 | 1,3 | 0,2 | 0,0 | 2,8  |
| 2008     | L.A. Lakers     | 8   | 0  | 5,6  | 58,3 | 25,0 | 50,0 | 1,4 | 0,1 | 0,1 | 0,1 | 2,1  |
| 2009†    | L.A. Lakers     | 23  | 23 | 31,4 | 49,7 | 47,6 | 56,3 | 4,2 | 2,3 | 1,6 | 0,4 | 11,3 |
| 2011     | N.O. Hornets    | 6   | 6  | 40,2 | 41,2 | 33,3 | 72,7 | 6,5 | 3,3 | 1,3 | 0,5 | 15,5 |
| 2014     | Wash. Wizards   | 11  | 11 | 37,0 | 48,1 | 44,6 | 77,8 | 8,9 | 1,7 | 1,5 | 0,4 | 13,6 |
| 2015     | Houston Rockets | 17  | 17 | 38,5 | 42,6 | 37,5 | 90,5 | 6,4 | 2,6 | 1,8 | 0,1 | 13,2 |
| 2016     | Houston Rockets | 5   | 5  | 36,2 | 25,5 | 14,3 | 75,0 | 4,2 | 0,8 | 2,6 | 0,2 | 6,6  |
| 2017     | Houston Rockets | 11  | 11 | 37,5 | 42,3 | 37,7 | 92,9 | 5,1 | 2,1 | 1,3 | 0,2 | 10,7 |
| 2018     | Houston Rockets | 17  | 17 | 34,2 | 36,0 | 28,6 | 74,2 | 3,8 | 1,3 | 1,1 | 0,1 | 8,8  |
| Carriera | Carriera        | 102 | 90 | 32,3 | 42,6 | 36,7 | 72,2 | 5,0 | 1,9 | 1,4 | 0,2 | 10,3 |

#### Record personali
- Punti: 40 vs. Philadelphia 76ers (1º marzo 2014)[16]
- Rimbalzi: 15 (2 volte)
- Assist: 11 vs. Milwaukee Bucks (29 febbraio 2016)
- Stoppate: 4 vs. Memphis Grizzlies (17 marzo 2010)
- Palle rubate: 6 (7 volte)
- Minuti giocati: 57 vs. Minnesota Timberwolves (13 gennaio 2010)
- Rimbalzi difensivi: 12 (3 volte)
- Rimbalzi offensivi: 8 vs. Phoenix Suns (25 gennaio 2005)
- Tiri da 3 segnati: 10 vs. Houston Rockets (12 febbraio 2014)

## Palmarès
- Campionato NBA: 1

Los Angeles Lakers: 2009
- Trentesimo miglior giocatore per palle rubate di sempre NBA

Nel novembre del 2020 diventa il giocatore più scambiato della storia NBA